# Gadu-Gadu
Gadu-Gadu — клієнт для миттєвого обміну повідомленнями в однойменній мережі для Microsoft Windows і Windows NT.
Gadu-Gadu фінансується за рахунок показу реклами. Як і в ICQ, користувачі ідентифікуються порядковим номером. Існують розширення, що забезпечують додаткові можливості. Офіційна версія містить понад 150 смайлів, можлива відправка оффлайн-повідомлень, обмін даними та VoIP. З версії 6.0 можливо SSL-захищене з'єднання.
Gadu-Gadu — найпопулярніша мережа обміну миттєвими повідомленнями в Польщі.